# Archipel Tokyo
L'archipel Tokyo (東京諸島, Tōkyō shotō) connu également sous le nom de Métropole de Tokyo insulaire (東京都島嶼部, Tōkyō-to-tōshobu) ou  Izu-Ogasawara islands (伊豆・小笠原諸島, Izu-Ogasawara-shotō) est un groupe de 9 îles japonaises d'origine volcanique situées au sud-est du 23 arrondissements sur Honshū.

## Géographie
L'archipel est composé de 9 îles :
- Aoga-shima
- Hachijō-jima
- Kōzu-shima
- Mikura-jima
- Miyake-jima
- Nii-jima
- Izu Ō-shima
- Shikine-jima
- To-shima